# 牛车河水库
牛车河水库是中国湖北省黄冈市黄州区境内的一座水库，位于巴河水系牛车河支流上，建于1960年。水库正常库容为2640万立方米，平均水深为13.00米，集雨面积为37平方千米，海拔为72.8米。